# Sakugawa Kanga
(佐久川 寛賀) Sakugawa Kanga (Shuri, Okinawa 1733-1815), conocido también como "Sakugawa Satunushi" y "«Tode» Sakugawa" , fue un maestro de Artes marciales  de Okinawa y un importante contribuyente al desarrollo del Te, Sakugawa realizó varios viajes a China donde combinó las técnicas de kenpo chino con las del Okinawa-te, siendo así uno del primeros precursores del Karate moderno.

## Vida
Sakugawa nació en la Villa Akata de la ciudad de Shuri, en las islas "Ryu Kyu" (hoy Okinawa) y en 1750 a los 17 años de edad, muere su padre a consecuencia de una congestión alcohólica cuando fue obligado por unos rufianes a beber contra su voluntad, antes de morir, su padre le pidió que aprendiera a defenderse para no ser objeto de abusos y humillaciones por parte de gente mala.
En 1750, el joven Sakugawa fue con el maestro Takahara Peichin ((alumno de Hama Higa y este último alumno de Wang Ji)), quien era un monje budista que vivía cerca de la villa de Akata y que había prestado sus servicios con el rey Peichin, e inicia sus estudios de artes marciales. Su estudio consistió del Toshu Jutsu.
En 1756 a los 23 años de edad y a sugerencia de Takahara Peichin, Sakugawa y su amigo  Chatana Yara van a entrenar con Ku Shanku, maestro chino del arte Chuan-Fa o boxeo de Wang Zong Yue. Sakukawa pasó seis años de formación con Ku Shanku, y en 1762 comenzó a difundir en Okinawa lo que aprendió. Se convirtió en un experto de tal manera que la gente le llamó, como apodo: "Tode" Sakugawa (Sakugawa la "mano china"). Su estudiante más famoso, Matsumura Sokon, pasó a desarrollar el Shuri-te que más tarde se convertirá en el estilo Shorin-ryu.
Sakugawa estuvo con el maestro Ku Shanku seis años y luego regresó a Shuri,Okinawa. Con el tiempo el maestro Ku Shanku regresó a China y Sakugawa se estableció nuevamente en Shuri,Okinawa tuvo tres estudiantes inseparables: Okuda, Makabe y Matsumoto.
En 1811 a los 78 años de edad, Sakugawa recibió al joven Matsumura Sokon aceptandolo como su alumno. Este último con el tiempo y debido a su maestría en el arte de la lucha, recibiría el sobrenombre de "Bushi" que significa guerrero en japonés. Matsumura Sokon posteriormente desarrolló el "Shuri Te", el cual sería la base del Karate  estilo "Shorin Ryu", uno de los estilos más conocidos y entrenados de la actualidad.
Sakugawa introdujo la kata Kusanku, también otras importantes innovaciones de Sakugawa fue la kata para Bo "Sakugawa", así como el dojo kun.
Desde 1762 hasta su muerte en 1815, Sakugawa dirigió la escuela de Karate más grande de Okinawa, con estudiantes como: "Chokun Satunku Macabe", "Satunuku Ukuda", "Chikuntonoshinunjo Matsumoto", "Kojo", "Bushi Sakumoto", "Unsume" y "Sokon Matsumura".